# Dizzy (singel Olliego Alexandra)
Dizzy – singel brytyjskiego piosenkarza Olliego Alexandra, wydany 1 marca 2024 nakładem wytwórni Polydor Records jako część albumu Odyssey. Utwór napisali i skomponowali Daniel Harle i sam artysta. Kompozycja reprezentowała Wielką Brytanię w 68. Konkursie Piosenki Eurowizji w Malmö.
Po ogłoszeniu Alexandra jako reprezentanta Wielkiej Brytanii w 68. Konkursie Piosenki Eurowizji na żywo podczas finału programu Strictly Come Dancing na BBC One zapowiedział, że jego konkursowy utwór „nie będzie balladą”. Brytyjskie media opisały gatunek utworu jako oscylujący pomiędzy popem (a dokładniej dance popem) a muzyką electro czy disco. Utwór inspirowany jest dźwiękami muzyki z lat 80. oraz takimi twórcami jak Erasure, Adamski czy Pet Shop Boys. W wywiadzie dla BBC Alexander ujawnił, że piosenka została napisana latem 2023 roku i opowiada o „odczuwaniu tak intensywnego przypływu emocji wobec kogoś, że całkowicie wywraca twój świat do góry nogami”.
Niedługo po premierze utworu Alexander zjawił się jako gość podczas programu Graham Meets Olly, gdzie komentator Eurowizji w Wielkiej Brytanii Graham Norton przeprowadził z nim wywiad i doszło do pierwszego wystąpienia artysty w którym zaprezentował on swój utwór. Teledysk do utworu w reżyserii Colina Solal Cardo, nagrany na terenie Gruzji, został opublikowany kilka godzin po premierze singla.
11 maja utwór został zaprezentowany jako trzynasty w kolejności startowej i zajął 18. miejsce zdobywszy 46 punktów, w tym 46 pkt od jury (13. miejsce) i 0 pkt od widzów (25. miejsce).

## Lista utworów
| Digital download / media strumieniowe | Digital download / media strumieniowe | Digital download / media strumieniowe |
| Nr                                    | Tytuł utworu                          | Długość                               |
| ------------------------------------- | ------------------------------------- | ------------------------------------- |
| 1.                                    | „Dizzy”                               | 2:56                                  |